# Мищенко, Сергей Алексеевич
Сергей Алексеевич Мищенко (укр. Сергій Олексійович Міщенко; 21 мая 1974, Зеньков, Полтавская область — 1 декабря 2022, село Ковалевка, Луганская область) — украинский предприниматель и военный, младший сержант, командир отделения 87-го противотанкового дивизиона 45-й отдельной артиллерийской бригады Корпуса резерва Сухопутных войск Вооружённых сил Украины, участник российско-украинской войны, позывной «Бугор», полный кавалер ордена «За мужество», Герой Украины (2023, посмертно).

## Биография
Сергей Мищенко родился 21 мая 1974 года в городе Зеньков Полтавской области.
Среднее образование получил в средней школе Проценковской. В детстве мечтал стать военным, поскольку он служил в подразделении по уничтожению танков.
В течение 1991—1993 годов служил в рядах Национальной гвардии Украины в Кривом Роге. Потом получил юридическое образование и работал в Опишнянском подразделении милиции. Занимался предпринимательской деятельностью в сфере строительства в партнёрстве с братом Евгением, имел собственную бригаду строителей.
С первых дней полномасштабной войны отправился служить в Вооружённые силы Украины. Младший сержант Сергей Мищенко с позывным «Бугор» занимал военный пост командира отделения взвода противотанковых ракетных комплексов 87-го противотанкового дивизиона 45-й отдельной артиллерийской бригады Корпуса резерва Сухопутных войск Вооружённых сил Украины. Участвовал в боевых действиях за Киев, в боях вблизи Барвенкового, возле деревень Вернополье, Бражковки Харьковской области.
Собратья его называли «истребителем танков».  Сергей Мищенко погиб 1 декабря 2022 года в селе Ковалевка Сватовского района Луганской области во время боевого задания.
Прощание с погибшим состоялось 7 декабря 2022 года в Полтаве. Похоронен на центральном кладбище города Зенькова.
23 февраля 2023 года Сергею Мищенко посмертно было присвоено звание Героя Украины с вручением ордена «Золотая Звезда».

## Награды
- Герой Украины (23.02.2023, посмертно) — за личное мужество и героизм, проявленные в защите государственного суверенитета и территориальной целостности Украины, самоотверженное служение Украинскому народу[5];
- Полный кавалер ордена «За мужество»;
- «Крест боевых заслуг».